# Hayle Kimbro Pool
Hayle Kimbro Pool es un humedal en la península de Lizard en Cornualles, Reino Unido. Está situado a unos 3 km al sureste de Mullion y justo al noreste de Predannack airfield.
El humedal está formado por tres estanques superficiales con un área de superficie invernal de 23.000 metros cuadrados. Forma parte del Sitio de Especial Interés Científico denominado West Lizard.
Las plantas acuáticas existentes en la zona son la Eleocharis palustris, la Eriophorum angustifolium, la Mentha aquatica y la Hydrocotyle vulgaris.
En el Hayle Kimbro Pool se encontró al primer Crocothemis erythraea de toda Gran Bretaña en 1995 y fue también el primer lugar donde se detectaron evidencias del Anax parthenope, en 1999